# 盤安
盤安（英文：Paan 來自 梵语 parṇa 意思是 「葉子」) 是一種結合蒌叶和檳榔的製備，該製備有時候也會加入菸草。 

## 癌症風險

咀嚼盤安的健康風險：牙齦壞死、蛀牙 和 口腔癌

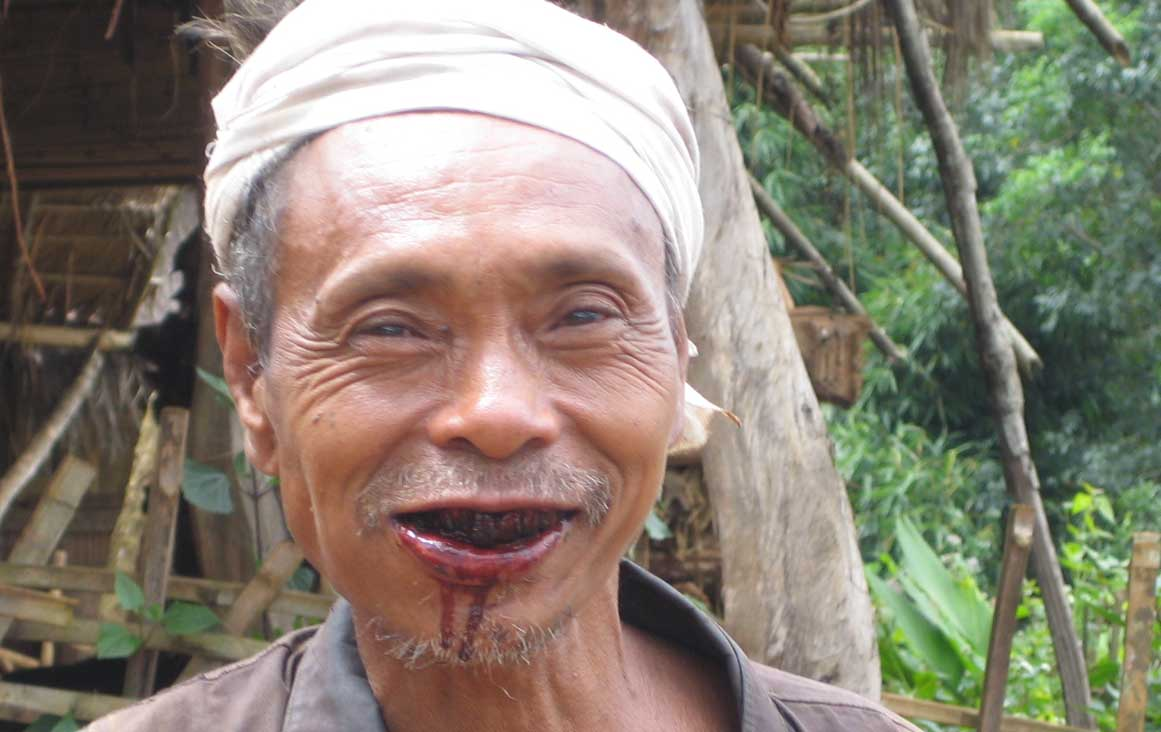
Health effects: Tobacco-filled paan induces profuse salivation that stains mouth area.

国际癌症研究机构和世界卫生组织都已確認此物質對人體致癌，增加約十倍的口腔癌風險。
 